# Dziura w Wielkiej Turni

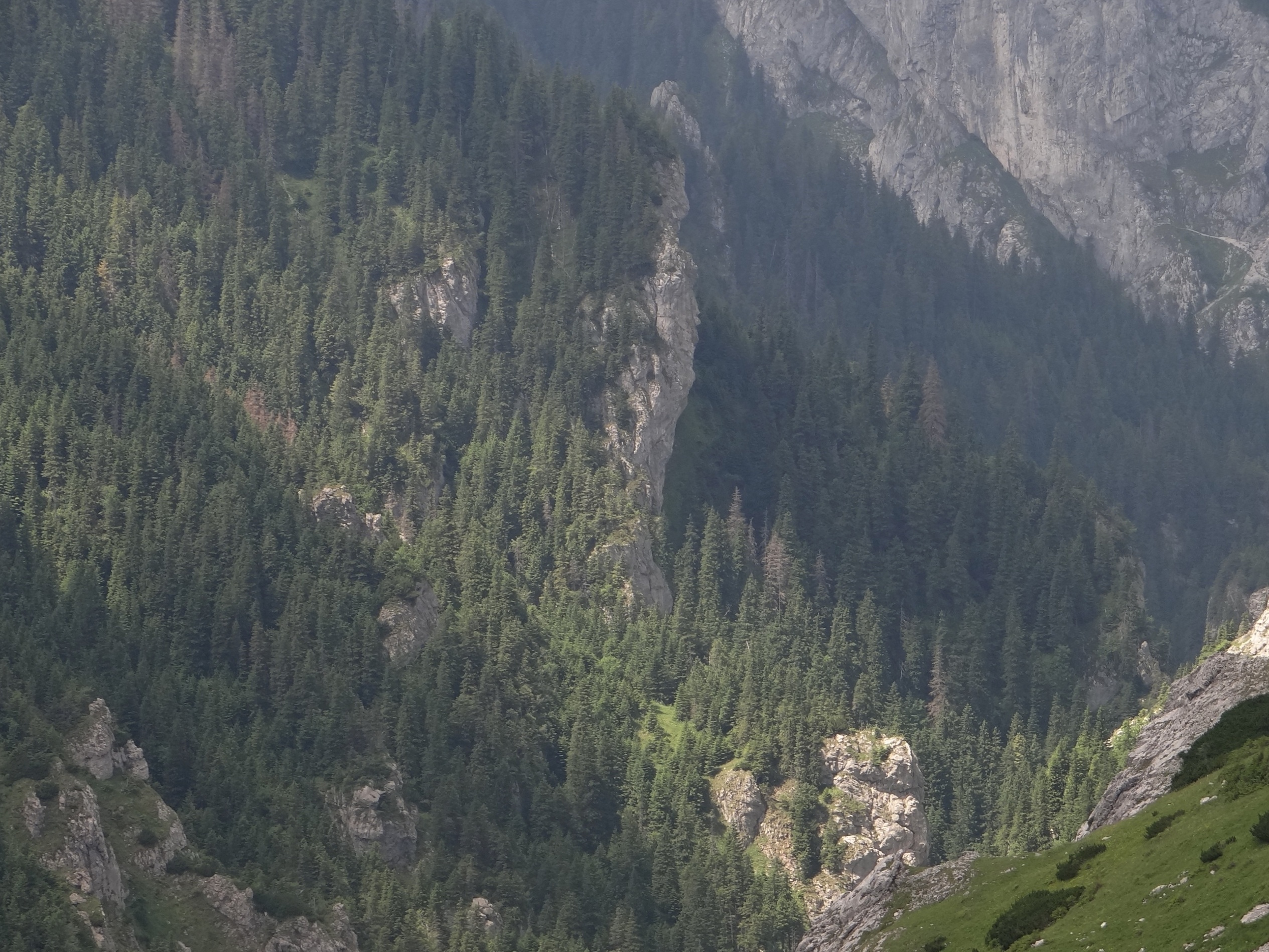
Przewieszona północna ściana Wielkiej Turni

Dziura w Wielkiej Turni – jaskinia, a właściwie schronisko, w Wąwozie Kraków w Dolinie Kościeliskiej w Tatrach Zachodnich. Wejście do niej znajduje się w północnej ścianie Wielkiej Turni, na wysokości 1340 metrów n.p.m. Jaskinia jest pozioma, a jej długość wynosi 5 metrów.

## Opis jaskini
Jaskinię stanowi duża sala, do której prowadzi szeroki otwór wejściowy.

## Przyroda
W jaskini brak jest nacieków. Ściany są suche, rosną na nich mchy, porosty i rośliny kwiatowe.

## Historia odkryć
Brak jest danych o odkrywcach jaskini. Sam otwór był prawdopodobnie znany od dawna, gdyż jest dobrze widoczny ze zboczy wąwozu. Pierwszy plan i opis jaskini sporządziła I. Luty przy pomocy M. Kowalskiej w 1987 roku.